# هانز جيكوب نيلسن
هانز جيكوب نيلسن (بالدنماركية: Hans Nielsen)‏ (2 سبتمبر 1899 – 6 فبراير 1967) هو ملاكم دنماركي راحل، مثّل بلاده في الألعاب الأولمبية الصيفية في دورات 1920 و1924 و1928.

## روابط خارجية
هانز جيكوب نيلسن على موقع بوكس ريك (الإنجليزية) (registration required)
- هانز جيكوب نيلسن على موقع اللجنة الأولمبية الدولية (الإنجليزية)
- هانز جيكوب نيلسن على موقع أوليمبيديا (الإنجليزية)